# Мутон (коммуна)
Муто́н (фр. Mouton) — коммуна во Франции, находится в регионе Пуату — Шаранта. Департамент — Шаранта. Входит в состав кантона Манль. Округ коммуны — Конфолан.
Код INSEE коммуны — 16237.
Коммуна расположена приблизительно в 370 км к юго-западу от Парижа, в 80 км южнее Пуатье, в 28 км к северу от Ангулема.

## Население
Население коммуны на 2008 год составляло 227 человек.
| 1962 | 1968 | 1975 | 1982 | 1990 | 1999 | 2008 |
| ---- | ---- | ---- | ---- | ---- | ---- | ---- |
| 283  | 259  | 235  | 212  | 194  | 223  | 227  |

## Администрация
| Период | Период | Фамилия       | Партия | Примечания |
| ------ | ------ | ------------- | ------ | ---------- |
| 1948   | 1964   | Клебер Шарро  |        |            |
| 1964   | 1977   | Мишель Дегорс |        |            |
| 1977   | 1983   | Жак Буа       |        |            |
| 1983   | 1989   | Жак Женёвр    |        |            |
| 1989   | 2001   | Ги Шарро      |        |            |
| 2001   | 2014   | Эрве Сольнье  |        |            |

## Экономика
В 2007 году среди 128 человек в трудоспособном возрасте (15—64 лет) 96 были экономически активными, 32 — неактивными (показатель активности — 75,0 %, в 1999 году было 67,5 %). Из 96 активных работали 86 человек (46 мужчин и 40 женщин), безработных было 10 (3 мужчины и 7 женщин). Среди 32 неактивных 11 человек были учениками или студентами, 11 — пенсионерами, 10 были неактивными по другим причинам.

## Достопримечательности
- Приходская церковь Сен-Марсьяль (XII век). Исторический памятник с 1955 года[3]
  - Статуя Мадонны с младенцем (XVIII век). Высота 117 см. Исторический памятник с 1994 года[4]
  - Дарохранительница (XVIII век). Высота — 104 см, длина — 245 см, ширина — 35 см. Исторический памятник с 1994 года[5]

## Фотогалерея

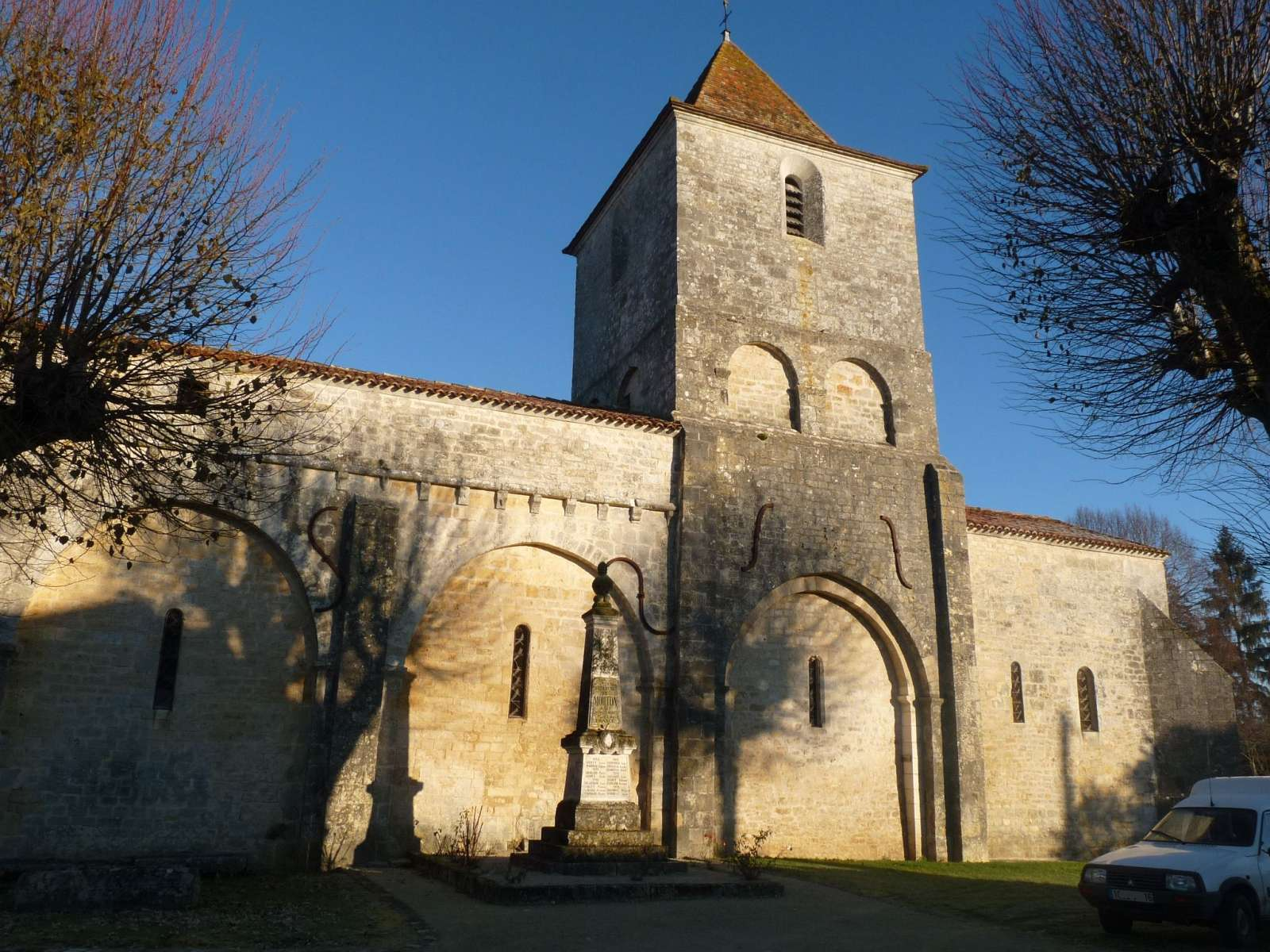
Церковь Сен-Марсьяль
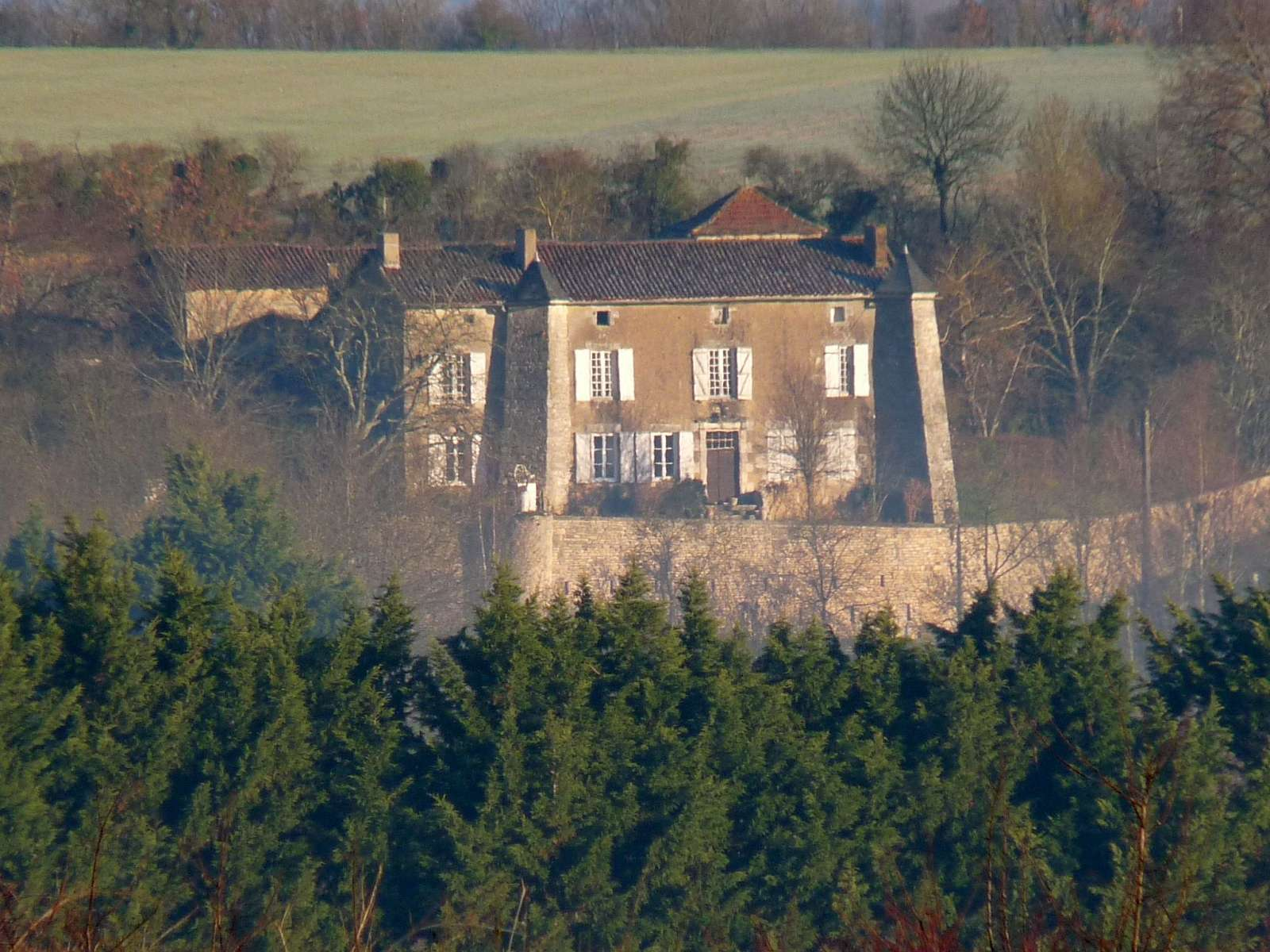
Усадьба Пюилуайе
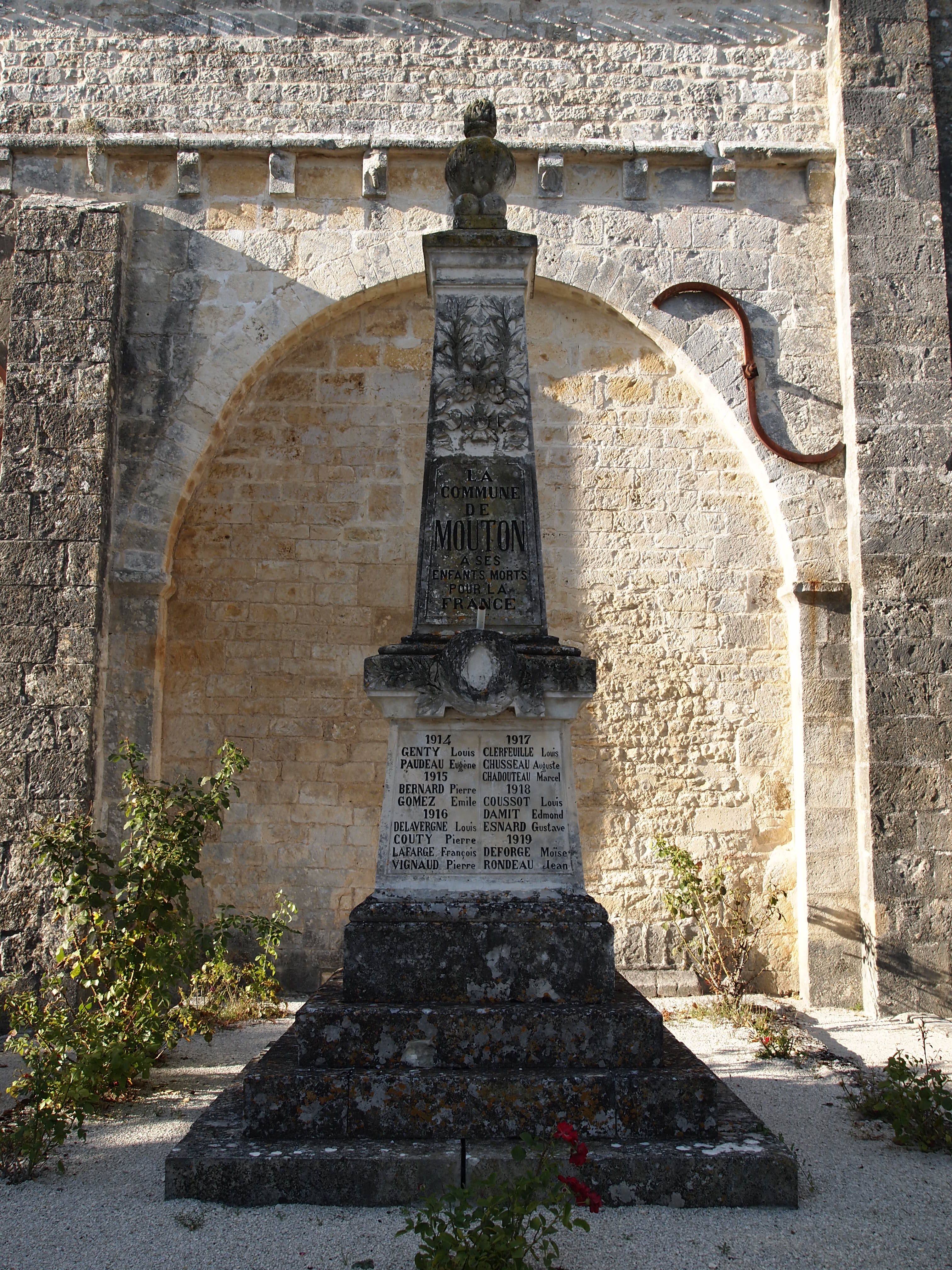
Военный мемориал